# Karl Friedrich Petzold (Politiker)
Karl Friedrich Pe(t)zold (* 16. Dezember 1832 in Schönfeld; † 29. April 1893 ebenda) war ein deutscher Gutsbesitzer und Politiker.

## Leben
Petzold war der Sohn des Gutsbesitzers Karl Franz Friedrich Petzold und dessen Ehefrau Johanne Henriette geborene Klopfer. Er war evangelisch-lutherischer Konfession und heiratete am 29. Mai 1855 in erster Ehe in Seubtendorf bei Tanna Fanny Thekla Otto (* 23. September 1833 in Seubtendorf; † 8. Mai 1863 in Schönfeld), die Tochter des Gutsbesitzers Gustav Adolf Otto aus Seubtendorf. Nach dem Tod der ersten Ehefrau heiratete er am 16. Januar 1868 in zweiter Ehe in Schönfeld Ernestine Wilhelmine Linna Dolch (* 12. März 1840 in Frankenheim auf der hohen Rhön; † 26. August 1881 in Schönfeld), die Tochter des Rektors und Schullehrers Gottfried Dolch in Kaltennordheim.
Petzold lebte als Gutsbesitzer in Schönfeld. Vom 20. bis zum 28. März 1868 und vom 12. bis 29. Juli 1870 war er jeweils als Vertreter von Heinrich von Kommerstädt Abgeordneter im Greizer Landtag.